# 큰벌거숭이박쥐
큰벌거숭이박쥐 또는 벌거숭이불독박쥐(Cheiromeles torquatus)는 큰귀박쥐과에 속하는 박쥐의 일종이다. 브루나이와 인도네시아, 말레이시아, 태국 그리고 필리핀에서 발견된다. 넓은 지역에 분포한다. 일부 지역에서는 희귀하고, 나머지 지역에서는 흔하게 발견된다. 벼를 재배하는 일부 지역에서는 농작물에 해를 끼치는 종으로 간주하기도 한다. 큰 무리를 형성하여 둥굴이나 나무 구멍 속에 둥지를 튼다.
말레이시아 토착 원주민들은 포획하여 먹기도 한다. 먹이로 곤충을 잡기 위해 날면서 반향정위를 사용한다. 큰벌거숭이박쥐는 털이 거의 없지만, 목 둘레와 앞 발가락 그리고 인후낭 주변에 짧고 빳빳한 털이 머리와 꼬리 막에서는 가는 털이 나 있다.